# Roncobello
Roncobello é uma comuna italiana da região da Lombardia, província de Bérgamo, com cerca de 492 habitantes. Estende-se por uma área de 25 km², tendo uma densidade populacional de 20 hab/km². Faz fronteira com Ardesio, Branzi, Dossena, Isola di Fondra, Lenna, Moio de' Calvi, Oltre il Colle, Serina.

## Demografia
| Variação demográfica do município entre 1861 e 2011                               |
|                                                                                   |
| Fonte: Istituto Nazionale di Statistica (ISTAT) - Elaboração gráfica da Wikipedia |